# Чулья
Чулья — упразднённая в 2015 году деревня в Кизнерском районе Удмуртской Республики России. На момент упразднения входила в состав Короленковского сельсовета

## География
Урочище находится в юго-западной части республики, в зоне хвойно-широколиственных лесов, к югу от реки Люги, на расстоянии примерно 24 километров (по прямой) к северо-востоку от посёлка Кизнер, административного центра района. Абсолютная высота — 166 метров над уровнем моря.

### Климат
Климат характеризуется как умеренно континентальный. Среднегодовая температура воздуха — 2,5 °С. Средняя температура воздуха самого тёплого месяца (июля) — 18,7 °C; самого холодного (января) — −14,2 °C. Среднегодовое количество атмосферных осадков составляет 400—450 мм, из которых до 300 мм выпадает в тёплый период.

## История
Упразднена в октябре 2015 года

## Население
| 2010 | 2012 | 2015 |
| ---- | ---- | ---- |
| 0    | ↗1   | ↘0   |

### Национальный состав
Согласно результатам переписи 2002 года в деревне проживал один житель русской национальности.